# 최영희 (1950년)
최영희(崔英姬, 1950년 7월 20일 ~ )는 여성운동가이자 아동청소년 전문가이다. 2008년에 실시된 18대 국회의원 총선거에서 민주당 비례대표로 당선되어 정계에 입문하였다.
기독교 도시산업선교회를 거쳐, 석탑출판사와 내일신문 대표로 활동하고, 1995년 ‘청소년을 위한 내일여성센터’를 설립, 2005년에는 각 주무부처의 청소년 업무가 통합된 국가청소년위원회(현 여성가족부)의 초대이자 마지막 위원장으로 취임하였다.

## 학력
- 이화여자고등학교 졸업
- 이화여자대학교 사회학 학사

## 경력
- 2021.2 ~ 2021.11: 국회 국민통합위원회 사회분과위원장
- 2012.5 ~ : (사)탁틴내일 이사장
- 2012.2: 민주통합당 공천심사위원회 위원
- 2011.5: 민주당 정책위원회 부의장단
- 2008.8 ~ 2012.5: 국회 보건복지위원회, 여성가족위원회 위원
- 2008.5.~ 2012.5: 제18대 국회의원
- 2005.4 ~ 2008.2: 국가청소년위원회(현 여성가족부) 위원장
- 2005.1 ~ 2005.4: (사)청소년을 위한 내일여성센터 이사장
- 2004.10.25 ~ 2005.4:학교법인 광운학원 이사
- 2004 ~ 2005.4: 중앙인사위원회 인사정책자문회의 위원
- 2004.1 ~ 2005.4: 한국장애인고용촉진공단 비상근이사
- 2003.4 ~ 2005.4: 정부혁신지방분권위원회 위원
- 2002.7 ~ 2005.4: 경찰위원회 위원
- 2002.5 ~ 2005.4: 학교폭력대책 국민협의회 상임대표
- 2002.1 ~ 2005.4: 사회복지공동모금회 이사 겸 기획위원장
- 2002 ~ 2005.4: (주)내일신문 부회장
- 2001.7 ~ 2005.4: 국무총리 산하 청소년보호위원회 위원
- 2000 ~ 2005.4: (재)자녀안심하고 학교보내기운동 국민재단 이사
- 2000 ~ 2005.4: 중앙노동위원회 공익위원
- 1998 ~ 1998.12: 경찰청 경찰개혁위원
- 1998.8 ~ 2000.12: 국무총리 산하 청소년보호위원회(현 여성가족부) 성문화대책위원장
- 1995.3 ~ 2005.1: (사)청소년을 위한 내일여성센터 회장
- 1993.10 ~ 2002.2: (주)내일신문 발행인 겸 대표이사
- 1992.2 ~ 1994.2: 대한 출판문화협회 이사
- 1987.10:한국여성민우회 초대 부회장
- 1985: 한국출판문화운동협의회 초대회장
- 1980.5 ~ 2005.4: 도서출판 석탑 대표
- 1973 ~ 1980: 기독교 도시산업선교회 노동교육 담당

## 역대 선거 결과
| 실시년도 | 선거   | 대수 | 직책     | 선거구   | 정당       | 득표수      | 득표율          | 순위         | 당락 | 비고 |
| -------- | ------ | ---- | -------- | -------- | ---------- | ----------- | --------------- | ------------ | ---- | ---- |
| 2008년   | 총선   | 18대 | 국회의원 | 비례대표 | 통합민주당 | 4,313,645표 | \| \| 25.17% \| | 비례대표 3번 |      | 초선 |
|          | 25.17% |      |          |          |            |             |                 |              |      |      |

## 같이 보기
- 대한민국 제18대 국회의원 선거 통합민주당 후보 목록#비례대표